# Molnár G. Nóra
Molnár G. Nóra (Zenta, 1992. szeptember 14. –) magyar színésznő, rendező-koreográfus. 

## Életpályája
1992-ben született a vajdasági Zentán. Színművészi diplomáját 2015-ben szerezte az Újvidéki Művészeti Akadémián, ahol négy évet töltött tanulmányaival. 2015–2020 között a Színház- és Filmművészeti Egyetem színházrendező-koreográfus szakos hallgatója volt Horváth Csaba osztályában. 2020-tól a székesfehérvári Vörösmarty Színház tagja.

### Családja
Férje Horváth Szabolcs színész.

## Filmes és televíziós szerepei
- Csak színház és más semmi (2018)
- 200 első randi (2018-2019) ...Zsófi
- Apatigris (2020-2021) ...Kitti
- Drága örökösök (2020) ...Műkörmösnő
- Külön falka (2021)
- A renitens (2025) ...Ivett